# Batallón de Aspirantes de la Luftwaffe Monte Rosa
El Batallón de Aspirantes de la Luftwaffe Monte Rosa (Fluganwärter-Bataillon Monte Rosa) fue un Batallón de aspirantes de la Luftwaffe durante la Segunda Guerra Mundial.

## Historia
Formado el 1 de abril de 1940 en Stettin (adoptó el nombre del barco donde se instaló). Fue trasladado a Burdeos en junio de 1942 y St. Brieuc en julio de 1942. El 8 de octubre de 1942 es redesignado al 1.º Batallón de Aspirantes de Vuelo.

## Comandantes
- Coronel Gneomar von Natzmer - (29 de julio de 1941 - 9 de octubre de 1942)